# Приютино (Брянская область)
Приютино — деревня в Жуковском районе Брянской области, в составе Ходиловичского сельского поселения. 
 Расположена в 4 км к юго-западу от деревни Косилово, в 7 км к северу от деревни Ходиловичи. 
 Население — 29 человек (2010).

## История
Возникла в первой половине XIX века как владение В. С. Безобразова (также называлась Любежка, Любышка). 
 Состояла в приходе села Фошни.
С 1861 по 1925 входила в состав Фошнянской волости Брянского (с 1921 — Бежицкого) уезда; с 1925 года в Жуковской волости, с 1929 в Жуковском районе. С 1920-х гг. до 2005 года — в Косиловском сельсовете.
| Годы      | 1866 | 1926 | 1979 | 1989 | 2002 | 2010 | 2018 |
| --------- | ---- | ---- | ---- | ---- | ---- | ---- | ---- |
| Население | 64   | 280  | 115  | 55   | 36   | 29   | 4    |